# Apach
Apach – miejscowość i gmina we Francji, w regionie Grand Est, w departamencie Mozela.
Według danych na rok 1990 gminę zamieszkiwało 798 osób, a gęstość zaludnienia wynosiła 238 osób/km² (wśród 2335 gmin Lotaryngii Apach plasuje się na 441. miejscu pod względem liczby ludności, natomiast pod względem powierzchni na miejscu 1148.).